# Tân Bửu
Tân Bửu là một xã thuộc huyện Bến Lức, tỉnh Long An, Việt Nam.

## Địa lý
Xã Tân Bửu nằm ở phía đông huyện Bến Lức, có vị trí địa lý:
- Phía đông và phía bắc giáp Thành phố Hồ Chí Minh
- Phía tây giáp xã An Thạnh và xã Lương Hòa
- Phía nam giáp xã Mỹ Yên và xã Thanh Phú.

Xã Tân Bửu có diện tích 22,02 km², dân số năm 2022 là 10.369 người, mật độ dân số đạt 470 người/km².

## Hành chính
Xã Tân Bửu được chia thành 7 ấp: 1, 2, 3, 4, 5, 6, 7.

## Lịch sử
Dưới thời Pháp thuộc, Tân Bửu là một làng thuộc tổng Long Hưng Hạ, quận Trung Quận (còn được gọi là quận Gò Đen), tỉnh Chợ Lớn.
Sau năm 1956, các làng được gọi là xã. Vào năm 1957, chính quyền Việt Nam Cộng hòa giải thể tỉnh Chợ Lớn và sáp nhập phần lớn quận Gò Đen cũ (gồm ba tổng Long Hưng Thượng, Long Hưng Trung và Tân Phong Hạ) vào tỉnh Gia Định, riêng tổng Long Hưng Hạ được sáp nhập vào quận Bến Lức mới thành lập thuộc tỉnh Long An, xã Tân Bửu thuộc quận Bến Lức.
Sau năm 1975, xã Tân Bửu sáp nhập với xã Thanh Hà thành xã Tân Thanh thuộc huyện Bến Lức.
Ngày 11 tháng 3 năm 1977, huyện Bến Lức sáp nhập với huyện Thủ Thừa thành huyện Bến Thủ, xã Tân Thanh thuộc huyện Bến Thủ.
Ngày 24 tháng 3 năm 1979, Hội đồng Chính phủ ban hành Quyết định 128-CP. Theo đó:
- Thành lập xã Thanh Phú trên cơ sở sáp nhập một phần diện tích và dân số của xã Tân Thanh (thuộc địa giới xã Thanh Hà cũ) với xã Long Phú (sau khi điều chỉnh địa giới hành chính để thành lập thị trấn Bến Lức)
- Đổi tên xã Tân Thanh thành xã Tân Bửu.

Ngày 14 tháng 1 năm 1983, huyện Bến Thủ được chia lại thành hai huyện Bến Lức và Thủ Thừa, xã Tân Bửu trở lại thuộc huyện Bến Lức.
Ngày 31 tháng 8 năm 1992, thành lập xã Tân Hòa trên cơ sở một phần diện tích, dân số của các xã Tân Bửu và Lương Hòa.
Ngày 24 tháng 10 năm 2024, Ủy ban Thường vụ Quốc hội ban hành Nghị quyết số 1244/NQ-UBTVQH15 về việc sắp xếp đơn vị hành chính cấp xã của tỉnh Long An giai đoạn 2023 – 2025 (nghị quyết có hiệu lực từ ngày 1 tháng 12 năm 2024). Theo đó, điều chỉnh 4,19 km² diện tích tự nhiên và quy mô dân số là 396 người của xã Tân Hòa vào xã Tân Bửu.
Xã Tân Bửu có 22,02 km² diện tích tự nhiên và quy mô dân số là 10.369 người.